# Лордкипанидзе, Григорий Давидович
Григо́рий (Гига) Дави́дович Лордкипани́дзе (груз. გრიგოლ (გიგა) დავითის ძე ლორთქიფანიძე; 19 октября 1927, Тифлис — 13 июня 2013, Тбилиси) — советский, грузинский режиссёр театра и кино. Народный артист СССР (1979).

## Биография
В 1950 году окончил режиссёрский факультет Государственного института театрального искусства (Москва) (курс А. Попова).
Работал режиссёром Вильнюсского русского театра, Горийского театра им. Г. Эристави.
В 1952—1954 и 1956—1963 годах — режиссёр, в 1964—1967 годах — директор и главный режиссёр, в 1976—1980 — художественный руководитель Тбилисского академического театра им. К. Марджанишвили.
В 1954—1956 годах — главный режиссёр Кутаисского театра им. Л. Месхишвили.
В 1963—1964 и 1971—1973 годах — главный режиссёр и художественный руководитель Тбилисского русского драматического театра им. А. Грибоедова.
В 1967—1976 годах — организатор, директор и главный режиссёр Руставского драматического театра.
С 1985 года — художественный руководитель Тбилисского театра музыкальной комедии им. Абашидзе.
Кроме того ставил спектакли в «Современнике», Театре на Малой Бронной и Театре юного зрителя (все в Москве), Тбилисском театре оперы и балета им. Палиашвили, Тбилисском государственном центральном детском театр им. Н. Думбадзе. Создатель труппы Тбилисского цирка.
Четверть века был председателем Союза театральных деятелей Грузии. Вице-президент Международной конфедерации театральных союзов.
Скончался 13 июня 2013 года в Тбилиси. Похоронен в Дидубийском пантеоне.

## Звания и награды
- Заслуженный деятель искусств Грузинской ССР (1961)[3]
- Народный артист Грузинской ССР (1970)
- Народный артист СССР (1979)
- Государственная премия СССР (1981) — за многосерийный художественный фильм «Берега» (1977)
- Государственная премия Грузинской ССР имени К. А. Марджанишвили (1977)
- Государственная премия Грузинской ССР им. Шота Руставели
- Орден Чести (Грузия) (1996)
- Орден Трудового Красного Знамени[4]
- Орден «Знак Почёта» (1958)
- Почётный гражданин Тбилиси (1996).

## Постановки

### Тбилисский академический театр имени К. Марджанишвили
- 1952 — «Возвращение» С. Клдиашвили
- 1952 — «Хозяйка гостиницы» К. Гольдони
- 1953 — «У пропасти» В. Габескирия
- 1954 — «Живой портрет» А. Морето-и-Каванья
- 1957 — «Гибель эскадры» А. Корнейчука
- 1958 — «Нашествие» Л. Леонова
- 1958 — «Марине» М. Бараташвили (совм. с Л. Шатберашвили)
- 1959 — «Американская трагедия» по Т. Драйзеру
- 1960 — «Я, бабушка, Илико и Илларион» Н. Думбадзе и Г. Лордкипанидзе
- 1960 — «Заря Колхиды» К. Лордкипанидзе
- 1961 — «Остров Афродиты» А. Парниса
- 1961 — «Футболисты» по Л. Зорину
- 1962 — «Я вижу солнце» Н. Думбадзе и Г. Лордкипанидзе

### Кутаисский театр им. Л. Месхишвили
- 1955 — «Тариел Голуа» Л. Киачели
- 1955 — «Любовь Яровая» К. Тренёва
- 1956 — «Отелло» У. Шекспира

### Тбилисский русский драматический театр имени А. С. Грибоедова
- «Человек со звезды» К. Ветлингера
- «Одни, без ангелов» Л. Жуховицкого
- «Шаги Командора» В. Коростылёва
- «Не бойся, мама!» по Н. Думбадзе
- «Этот милый, старый дом» А. Арбузова
- «Доходное место» А. Островского

### Руставский драматический театр
- «Сирано де Бержерак» Э. Ростана
- «Через сто лет в берёзовой роще» В. Коростылёва
- «На дне» М. Горького (совм. с Д. Гачава)
- «Обвинительное заключение» Н. Думбадзе
- «Праздник одиночества» В. Коростылёва

### Московский театр «Современник»
- 1962 — «Пятая колонна» по Э. Хемингуэю

## Фильмография

### Режиссёр
- 1977 — «Берега» (совм. с Г. Габескирия)
- 1979 — «Земля отцов наших» (совм. с Г. Чохонелидзе)
- 1980 — «Здравствуйте, все!» (совм. с А. Дарсавелидзе)
- 1983 — «Клятвенная запись» (совм. с А. Дарсавелидзе)
- 1985 — «В одном маленьком городе»
- 1990 — «Белые флаги»
- 1991 — «Премьера»
- 1997 — «Ночные звонки»
- 2003 — «Боже мой, за что?!»

### Сценарист
- 1959 — «Случай на плотине» (совм. с Л. Хотивари)
- 1985 — «В одном маленьком городе» (совм. с А. Чхаидзе)
- 1990 — «Белые флаги» (совм. с Н. Думбадзе)
- 1991 — «Премьера»
- 1997 — «Ночные звонки»
- 2003 — «Боже мой, за что?!»